# 設計
設計（せっけい、英: design）とは、建築物や工業製品等といったシステムの具現化のため、必要とする機能を検討するなどの準備であり、その成果物としては仕様書や設計図・設計書等、場合によっては模型などを作ることもある。

## 概説
時間的なものとしては、製作開始時期・供用開始時期・想定使用期間・量産品の場合の製作継続期間などがある。機能的なものとしては、使用目的・体積・面積・質量などがある。社会的な状況・環境としては、法的規制・地球環境などがある。試作は、仕様の検討のための手段であり、納得または合意するまで試作を繰り返す。使用できる資源の組み合わせは多くある。ライフサイクルコスト（生涯費用）：調達可能な金額であるか。また、保守、廃棄を含めて、一番安く済む手法であるか。機械・器具・部品など：製作開始までに調達可能であるか。量産品の場合の製作継続期間中に途切れることなく調達可能であるか。保守：想定使用期間の間、保守に必要な部品・器具・作業員などが確保できるか。製造・試験・保守・廃棄作業を考えると、使用できる組み合わせが少ないことがある。
設計に使用される手法として、ウォーターフォールモデル、プロトタイプモデル、スパイラルモデル、コンカレントエンジニアリング、実験計画法、などがある。
広義には社会的な機構・組織・制度、機械・器具などを組み合わせて、特定の目的を達成するためのシステムを作り上げる知的作業を指す。カタカナ語のデザインは、形状、表面の設計に限定して用いることがある。設計という言葉は主に工学の分野で用いている。
設計は、その場で手に入るものを寄せ集め、それらを部品として何が作れるか試行錯誤しながら物を作る「ブリコラージュ」とは対照的なもので、理論や設計図に基づいて物を調達し、新しい物を作ることである。
設計の種類としては、建築設計、建築構造設計、建築設備設計、庭園設計、景観設計、都市設計、換地設計、造成設計、工程設計、信頼性設計、ソフトウェア設計、音響設計、CPU設計、損傷許容設計、データベース設計、トップダウン設計とボトムアップ設計、フォールトトレラント設計、熱設計、耐震設計、回路設計、集積回路設計、人生設計、医薬品設計、オブジェクト指向分析設計、フォールトトレラント設計、光学設計・レンズ設計、物質設計、コンクリート工や骨材での配合設計、クロック同期設計、ユーザー中心設計、ユーザインタフェース設計、損傷許容設計、クリーンルーム設計、色彩設計、図書設計、コンピュータ支援設計、ドメイン駆動設計、契約による設計、システムレベル設計、オープン設計、 樹脂設計、金型設計、などがある。
企業の名称では、日建設計、日本設計、山下設計、アイダ設計、東電設計、永田音響設計、松田平田設計、沖電設計、大神設計、日立建設設計、オフィス設計、ビーム計画設計、北電総合設計、オリジナル設計、宮建築設計、丹下都市建築設計、レイモンド綜合設計、京洛景観設計研究室、 などがある。

## 設計論
設計の思想（アーキテクチャ）としては各分野で確立し、戦時設計、土木設計論、軍用機の設計思想、建築設計論、生活の設計、総合設計制度、DI、アーキテクチャ/設計(コンピュータ・アーキテクチャ)、創造的設計論、知的設計論、飛行機設計論、ゴルフ設計論、オブジェクト指向分析・設計論、JavaとC++の比較#設計思想、RISC#RISC設計思想、旅客機#設計思想、新JIS配列#設計思想、Vi#設計思想、Scribes#設計思想、迫撃砲#優れた設計思想、オフィスコンピュータ#構造・設計思想、 などがある。

## 標準設計
設計施工の合理化、能率化ならびに経費の低減を目的として設計目的物を対象に作成し、出版している標準設計に記載されている設計仕様を指す。飛行機や鉄道などの乗物、オシロスコープ、など、さまざまな分野で定められている。
A-trainは、日立製作所で開発した標準設計型通勤電車である。
国土交通省が発行しているものでは、土木構造物の詳細設計段階の図面としての活用はもちろんのこと、概略設計時の資料作成や概算予算の算定のための計画段階で用いられることが目的で、施設別に作成されている。
ほかにも各事業者、企業内部で定める標準設計もある。
団地では吉武泰水らが1951年に「公営住宅標準設計」を示したものが有名である。
昭和30年の日本住宅公団発足当時、団地の標準設計を謳った「団地計画設計標準」が公団本所主導でまとめられた。これは団地設計者に対し守るべき最低限のルールを述べたもので、設計ツールとしての効用はなかったが公団には団地設計に対するマニュアルは存在せず、それまでは建設省による配置計画の技法が唯一のテキストであった。なお、団地設計要領はその後、第7次案が昭和36年に提言されたものの、(案)から正式に設計要領となったのは昭和51年10月のことであった。
不特定多数の需要者に大量に住宅を供給する必要がある場合に、設計を標準化してプロジェクトごとの設計作業を最小化するために採用されたのも標準設計である。一般には、nDKといった略称で理解されている住宅タイプである。
公営住宅や公団住宅に共通する標準設計は1970年に中高層プレハブ住宅統一要項としてまとめられ、SPH (Standard of Public Housing)と呼ばれている。
その後、需要の変化に伴って抜本的な改善がなされ、各団地の個別的条件に応じて、適正な計画と合理的な生産を導き出すための標準化された空間構成手法、すなわち、
設計ルールへと発展されていった。 
IBM 3340直接アクセス記憶装置で有名なウィンチェスター方式は、ディスク製造業界の標準設計となった。

## 基本設計と実施設計
建築設計の場合、段階的に基本設計と実施設計という設計区分がある。
のように、国土交通省告示第十五号で、基本設計と実施設計の標準業務が示されている。
実施設計は、にあるとおり、基本設計にもとづき、建物の構造や設備の詳細などをつめていき、設計図（実施設計図）や仕様書作成の他、建築確認申請手続きの実施、設計図書を建主の代理で施工者に提示し、説明し、質問などに応える他、見積金額が妥当かを確認し、適切な施工者を選定するため整理し、建主に助言・進言する業務までになる。

## 設計士
- 日本の建設に関する資格や日本の建築に関する資格には宅地造成設計士、インテリア設計士があり、インテリアデザインの関連協会には大阪府インテリア設計士協会などがある。 呉市木造住宅耐震改修助成事業では改修設計士を定めている。農業土木コンサルタント関連資格に上級農業集落排水計画設計士、農業集落排水計画設計士などがある。鳥海修などの書体設計士という職能も存在する。
- アメリカ・シービーのEAはEngineering Aid、測量・設計士官の意味である。
- 中国・台湾ではフラワーデザイナーを花芸設計士という。
- 建築士とは全く違う。建築士はあくまで建築に関する設計だけでなくその他建築に関する事業全般従事のための国家資格の名称

### 設計士または設計士であった人物
- オリェーク・アントーノフ-航空機設計士
- コンスタンティン・ヨヴァノヴィッチ-セルビア系ブルガリア人設計士、ブルガリアの国民議会などを設計
- アルフレッド・パルランド-血の上の救世主教会の主任設計士
- アレクサンドル・セルゲーエヴィチ・ヤコヴレフ-ソ連の航空技術者・飛行機設計士。ヤク戦闘機を設計し、A・S・ヤコヴレフ記念試作設計、ヤコヴレフ設計局の主任設計士、その後設計士長に
- ウィリアム・ベーカー-メイフラワー号等、海軍の設計士
- トーマス・アンドリューズ (造船家)-タイタニック主任設計士
- レフ・ルドネフ-文化科学宮殿の主任設計士
- アレクサンドル・モロゾフ-戦車設計士
- 井上堅二-小説を書く傍ら設計士をしていることを明らかにしている
- 王永志-中国有人宇宙飛行計画（921計画）の総設計士
- 吉田富穂-航空機メーカーのエンジン設計士を経て、1944年北海道大学農学部講師に就任
- 島文雄-海軍飛行設計士から新幹線開発を経てYS-11の設計に携わる
- 松村喜秀-独立しフリーの設計士となり、1983年に松村エンジニアリングを設立
- 蕭同茲-一時天津に赴き、フランス資本の永和機械廠で設計士を
- 蕭万長-台湾経済再興の設計士と称された
- 詹天佑-京包線主任設計士に就任し建設が開始された。詹天佑は3本の予定経路の内
- ウィリアム・クラーク (William Tierney Clark) -イギリス人の設計士、ブダペストのドナウ河岸とブダ城地区およびアンドラーシ通りを設計
- ウィリアム・ホワイト-ブレーク級防護巡洋艦の設計士
- ウンベルト・プリエーゼ-カイオ・ドゥイリオ級戦艦、カピターニ・ロマーニ級軽巡洋艦の設計士官
- ジュマベク・イブライモフ-「オルグテフニク」工場設計士
- タシテミル・アイトバエフ-プラスチック製品工場（フルンゼ）の先任設計士、主任技師
- ダマスカスのアポロドーロス-紀元2世紀に活動したギリシャ人技師、建築家、設計士、彫刻家
- エドアルド・マスデア- サン・ジョルジョ級巡洋艦, ジュゼッペ・ガリバルディ級装甲巡洋艦、春日型装甲巡洋艦、クリストーバル・コロン (装甲巡洋艦)の設計士
- 孫家棟-嫦娥計画の元総設計士
- エドガー・シュミュード-P-51 (航空機)主任設計士
- ジェームズ・クレイグ-エディンバラ新市街の設計士
- ジュゼッペ・オルランド-イェロギオフ・アヴェロフ (装甲巡洋艦)、ピサ級巡洋艦の設計士
- ステファン・ペイン-クイーン・メリー2を主設計, カーニバル社の設計士
- ルイス・マリー・アンヌ・ド・ビュシィ-デュピュイ・ド・ローム (装甲巡洋艦)の設計士
- ピエール・ド・モントルイユ-サント・シャペルの設計士
- ルイ・ブレリオ-飛行機設計士
- ルイ・ベシュロ-スパッド社の主任設計士, スパッド A.2など手掛けた
- ルドルフ・エルンスト・メッツマイヤー-シャール 2Cなど、ルノー開発陣の主任設計士
- 小林純子-久米宏 ラジオなんですけどではトイレ設計士として
- 尾形歩-元は機械設計士として就職した
- ミハイル・ボトヴィニク-21歳で電気工学設計士に

### その他関連
- ThinkPad T（設計士などのプロに向けた製品と位置付けている）
- パイプ (たばこ)（20世紀に入ると、作家や設計士など両手を使って机仕事をするホワイト・カラー層が愛用）
- 上海科学技術館（「設計師揺籃（設計士の揺りかご）：設計とアイディアについて」という展覧がある）
- 金沢職人大学校（設計士・金沢市職員・教員で継続的に研修を希望する者など、修復専攻科では、現役職人の他に設計士等も在籍）
- シェンムー（設計士も製作に協力している）
- 猫戦士超D球計画（作者荒巻義雄は実際に建築物の設定を設計士に依頼したとしている)
- 仲井眞弘多-もとは自動車設計士を目指していた
- 設計事務所（従事している技術者らを設計技術者あるいは設計士と呼ぶ場合が）
- 構造計算書偽造問題（構造設計士の偽装が問題に）
- 大工（建築基準法が出来る前までは建築設計士でもあった）
- アンクル船長の館 - 元々は常石造船が北欧から呼んだ船の設計士の為の宿泊施設